# Skrajna Jagnięca Szczerbina
Skrajna Jagnięca Szczerbina (słow. Predná jahňacia štrbina, Východná jahňacia štrbina) – ostro wcięta przełęcz w słowackiej części Tatr Wysokich, położona na wysokości ok. 2100 m w górnym fragmencie Koziej Grani – południowo-wschodniej grani Jagnięcego Szczytu. Oddziela Zadnie Jagnięce Kopki na północnym zachodzie od Skrajnej Jagnięcej Kopki na południowym wschodzie.
Stoki północno-wschodnie opadają z przełęczy do Doliny Białych Stawów, południowo-zachodnie – do Doliny Jagnięcej. Te pierwsze są trawiaste, a pod siodłem pnie się przez nie strome zacięcie. Na południowy zachód zbiega spod przełęczy natomiast trawiasta rynna, pod którą położone są usypiska.
Na Skrajną Jagnięcą Szczerbinę, podobnie jak na inne obiekty w Koziej Grani, nie prowadzą żadne znakowane szlaki turystyczne. Najdogodniejsza droga dla taterników wiedzie na siodło mniej więcej granią od południowego wschodu z Zadniej Koziej Szczerbiny. Trudniejsze (III w skali UIAA) są drogi zacięciem znad Żółtego Stawku w Dolinie Białych Stawów oraz rynną z Doliny Jagnięcej.
Pierwsze wejścia:
- letnie – Imre Barcza i Tihamér Szaffka, 10 lipca 1910 r., przy przejściu granią,
- zimowe – László Jurán, V. Jurán i Ernő Piovarcsy, 24 marca 1929 r., przy przejściu granią[2].

Dawniej przełęcz nazywana była Wschodnią Jagnięcą Szczerbiną lub błędnie Skrajną Jagnięcą Przełączką.

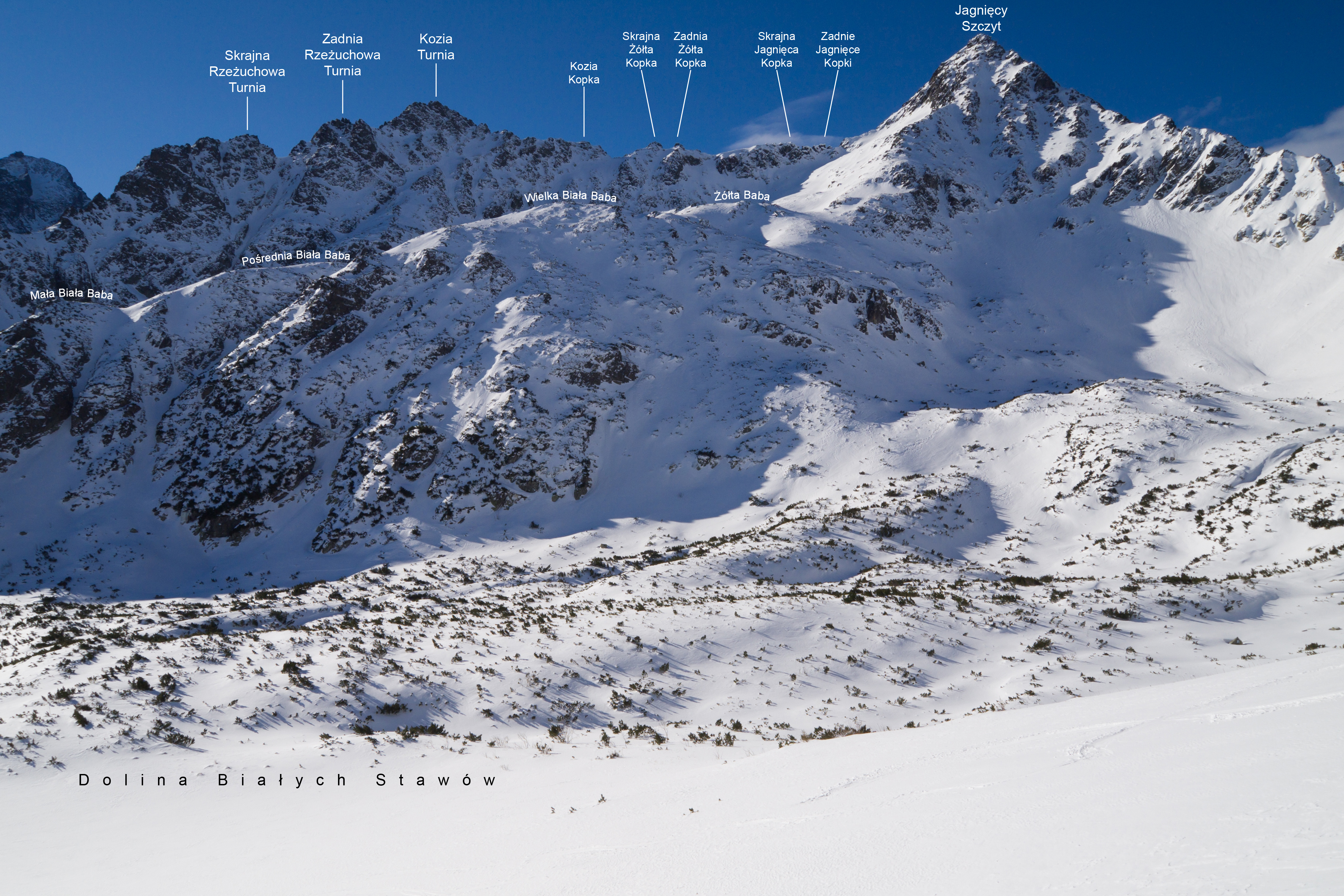
Skrajna Jagnięca Szczerbina między podpisanymi Jagnięcymi Kopkami